# Пегі Люїндюла
Пегі Люїндюла (фр. Péguy Luyindula, нар. 25 травня 1979, Кіншаса) — французький футболіст, що грав на позиції нападника.
Насамперед відомий виступами за «Олімпік» (Ліон), «Парі Сен-Жермен» та національну збірну Франції.
Дворазовий володар Кубка Франції. Триразовий чемпіон Франції. Дворазовий володар Суперкубка Франції.

## Клубна кар'єра
У дорослому футболі дебютував 1997 року виступами за команду клубу «Ніор», в якій провів один сезон, взявши участь у 27 матчах чемпіонату. 
Протягом 1998—2001 років захищав кольори команди клубу «Страсбур». За цей час виборов титул володаря Кубка Франції.
Своєю грою за останню команду привернув увагу представників тренерського штабу клубу «Олімпік» (Ліон), до складу якого приєднався 2001 року. Відіграв за команду з Ліона наступні три сезони своєї ігрової кар'єри. Більшість часу, проведеного у складі ліонського «Олімпіка», був основним гравцем атакувальної ланки команди. У складі ліонського «Олімпіка» був одним з головних бомбардирів команди, маючи середню результативність на рівні 0,36 голу за гру першості. За цей час додав до переліку своїх трофеїв три титули чемпіона Франції, ставав володарем Суперкубка Франції.
Згодом з 2004 по 2007 рік грав у складі команд клубів «Олімпік» (Марсель), «Осер» та «Леванте».
До складу клубу «Парі Сен-Жермен» приєднався 2007 року. Наразі встиг відіграти за паризьку команду 130 матчів в національному чемпіонаті.

## Виступи за збірні
Протягом 1999–2002 років залучався до складу молодіжної збірної Франції. На молодіжному рівні зіграв у 26 офіційних матчах, забив 14 голів.
У 2004 році дебютував в офіційних матчах у складі національної збірної Франції. Провів у формі головної команди країни 6 матчів, забивши 1 гол.

## Титули і досягнення
- Володар Кубка Франції (2):

«Страсбур»:  2000–01
«Парі Сен-Жермен»:  2009–10
- Чемпіон Франції (3):

«Олімпік» (Ліон):  2001-02, 2002-03, 2003-04
- Володар Кубку французької ліги (1):

«Парі Сен-Жермен»:  2007-08
- Володар Суперкубка Франції (2):

«Олімпік» (Ліон):  2002, 2003